# 欧洲E32公路
欧洲E32公路（E32）是欧洲的一条国际公路，全程均在英国，起点为科尔切斯特，终点为哈威奇，全长约30公里，是最短的欧洲国际公路之一。
欧洲E32公路与欧洲E30公路相连，在终点哈威奇有渡轮可以抵达比利时、荷兰、德国和丹麦。